# Viktor Ponedel'nik
Viktor Vladimirovič Ponedel'nik (in russo Виктор Владимирович Понедельник?; Rostov sul Don, 22 maggio 1937 – Mosca, 5 dicembre 2020) è stato un calciatore e allenatore di calcio sovietico, di ruolo attaccante. Con la nazionale sovietica si è laureato Campione europeo nel 1960.

## Carriera

### Club
Ponedel'nik iniziò a giocare per la squadra della sua città, il Rostsel'maš, nel 1956. Nel 1958 si trasferì allo SKA Rostov-sul-Don; si ritirò nel 1966 dopo essere aumentato di peso ed essere stato operato di appendicite.

### Nazionale
Con la nazionale di calcio dell'Unione Sovietica vinse il campionato d'Europa 1960, accumulando 29 presenze e 20 reti nel corso della sua carriera internazionale; partecipò anche al mondiale di Cile 1962. Durante il campionato europeo segnò la rete decisiva nella finale contro la Jugoslavia, andando in rete di testa durante i tempi supplementari.

### Dopo il ritiro
Dopo essersi ritirato, Ponedel'nik lavorò come allenatore, giornalista sportivo, curatore di una rivista sportiva e consigliere del Presidente della Federazione Russa.

## Palmarès

### Nazionale
- Campionato d'Europa: 1

Francia 1960